# Scionzier
Scionzier is een gemeente in het Franse departement Haute-Savoie (regio Auvergne-Rhône-Alpes) en telt 6389 inwoners (2005). De plaats maakt deel uit van het arrondissement Bonneville.

## Geografie
De oppervlakte van Scionzier bedraagt 10,6 km², de bevolkingsdichtheid is 602,7 inwoners per km².
De onderstaande kaart toont de ligging van Scionzier met de belangrijkste infrastructuur en aangrenzende gemeenten.

## Demografie
Onderstaande figuur toont het verloop van het inwonertal (bron: INSEE-tellingen).